# Ламбсдорф, Хаген
Хаген фон дер Венге Граф Ламбсдорф (нем. Hagen von der Wenge Graf Lambsdorff; род. 20 декабря 1935 год, Берлин) — немецкий журналист и дипломат.

## Биография
Хаген Ламбсдорф происходит из рода Ламбсдорфов, является отцом политика Александра Графа Ламбсдорфа и братом бывшего федерального министра Отто Графа Ламбсдорфа.
После окончания Гимназии Кройцгассе, поступил в Свободный университет Берлина (1957—1963 гг.). Также изучал право, политологию и журналистику в университетах Фрайбурга и Кельна.
Работал репортером в Kölner Stadt-Anzeiger. В 1965 году перешел в Handelsblatt в качестве главы отдела внешней политики, в 1968 году в Spiegel в качестве главы отдела военной политики.
В 1974 году перешел на дипломатическую службу. Работал начальником отдела культуры в посольстве в Москве и посланником по экономическим вопросам в посольстве в Вашингтоне.
В 1991 году стал первым послом Федеративной Республики Германии в Латвии.
С 1999 по 2001 год был послом Германии в Чехии.
Женат, супруга Рут Графин Ламбсдорфф (Ruth Gräfin Lambsdorff).

## Награды
- Орден Трёх звёзд III степени (1995 год, Латвия)[4]
- Крест Признания I степени (22 марта 2005 года, Латвия)[5]

## Примечание
1. ↑  Lundy D. R. The Peerage (англ.)
2. ↑  Wolfgang Schultheiß: Umgangsformen: Protokoll und Etikette. Privat und im Beruf, 2019, S. 52.
3. ↑  25 Jahre Wiederaufnahme der diplomatischen Beziehungen zwischen Lettland und Deutschland
4. ↑  Triju Zvaigžnu ordenis — grāfam Lambsdorfam. Дата обращения: 1 сентября 2024. Архивировано 1 сентября 2024 года.
5. ↑  Par apbalvošanu ar Atzinības krustu. Laidiens: 15.04.2005., Nr. 60. Дата обращения: 1 сентября 2024. Архивировано 1 сентября 2024 года.